# Tour de Quanzhou Bay
El Tour de Quanzhou Bay (oficialmente: Tour of Quanzhou Bay) es una carrera ciclista profesional por etapas que se realiza en la villa de Quanzhou en la provincia de Fujian en República Popular China.
La carrera forma parte del UCI Asia Tour bajo la categoría 2.2 y la primera edición se corrió en 2017 y fue ganada por el ciclista británico Max Stedman.

## Palmarés
| Año  | Ganador       | Segundo            | Tercero            |
| ---- | ------------- | ------------------ | ------------------ |
| 2017 | Max Stedman   | Drew Morey         | Dawit Yemane       |
| 2018 | Max Stedman   | Fung Ka Hoo        | Marko Pavlič       |
| 2019 | Ryan Cavanagh | Mykhailo Kononenko | Oleksandr Polivoda |

## Palmarés por países
| País        | Victorias |
| ----------- | --------- |
| Reino Unido | 2         |
| Australia   | 1         |